# 王建州
王建州（1964年9月—），男，中华人民共和国外交官，曾任中华人民共和国驻德班总领事。

## 生平
1986年，进入中华人民共和国外交部工作，先后在外交部非洲司、驻尼日利亚大使馆、驻新加坡大使馆、外交部北美大洋洲司任职。2004年，任驻奥克兰总领事馆副总领事。2008年，任驻瑞典大使馆参赞。2011年，任外交部北美大洋洲司参赞。2012年，挂职重庆市人民政府外事侨务办公室副主任。2014年，回任外交部北美大洋洲司参赞。2015年1月，出任中华人民共和国驻德班总领事。2018年8月，自驻德班总领事离任。

## 家庭
已婚，有一女。